# Лопушненська сільська територіальна громада
Лопушненська територіальна громада — територіальна громада в Україні, в Кременецькому районі Тернопільської области. Адміністративний центр — с. Лопушне.
Площа громади — 144,0 км², населення — 5219 осіб (2020).
Утворена 10 серпня 2015 року шляхом об'єднання Великогорянської та Лопушненської сільських рад Кременецького району.
19 липня 2020 року, в результаті адміністративно-територіальної реформи та ліквідації Кременецького (1940-2020) району, громада увійшла до складу новоутвореного Кременецького району.

## Населені пункти
У складі громади 11 сіл:
- Башуки
- Велика Горянка
- Волиця
- Івання
- Крутнів
- Лопушне
- Мала Горянка
- Новий Олексинець
- Раславка
- Розтоки
- Старий Олексинець